# Kevinismo
El kevinismo (en alemán: Kevinismus) es un término empleado en la sociedad alemana desde la década de 2000 para designar el surgimiento de nombres de pila modernos y exóticos en familias alemanas sin antecedentes migratorios reconocibles, lo que suele considerarse como un indicador de clase social baja. El ejemplo prototípico es Kevin, que, al igual que la mayoría de estos nombres, proviene de la cultura anglófona. En ocasiones, se utiliza también el equivalente femenino chantalismo (Chantalismus), procedente del nombre francés Chantal.

## Visión general
La pregunta sobre si los padres de estatus socioeconómico más bajo tienen una mayor tendencia a dar a sus hijos nombres exóticos o anglófonos no tiene una respuesta única. Este tema ha sido objeto de discusión entre sociólogos alemanes con puntos de vista completamente opuestos. Sin embargo, no hay estadísticas definitivas en el tema hasta ahora. Dada la popularidad inusual y repentina del nombre, el sitio web satírico Uncyclopedia acuñó el término «kevinismo» (y «chantalismo» por el nombre femenino Chantal) para este cliché. Posteriormente, el término empezó a aparecer en la prensa y se convirtió en un tema de discusión.
Según una tesis de maestría escrita en la Universidad de Oldenburgo en 2009, determinados nombres de estudiantes pueden dar lugar a prejuicios por parte de los profesores. Por ejemplo, el nombre Kevin (nombre anglificado de origen irlandés) sugiere a los profesores alemanes que un estudiante con ese nombre tiene problemas de comportamiento, bajo rendimiento académico y probablemente es de clase baja. No fue posible determinar si esto también provoca que un estudiante reciba un peor trato que el resto por parte de los profesores. Este tipo de prejuicio está más extendido en Alemania Occidental, donde los nombres ingleses o exóticos en general son estigmatizados como típicamente «Ossi» (forma despectiva para referirse a la antigua Alemania Oriental o a sus habitantes). De hecho, los nombres ingleses eran particularmente populares en la República Democrática Alemana en las dos décadas que preceden a la reunificación alemana. Allí, esta tendencia era también popular entre la clase media, mientras que la preferencia a dar esos nombres ahora, particularmente en Alemania Occidental, está percibido como fenómeno de clase más baja.
Según un estudio realizado en 2012 por la lingüista de Leipzig Gabriele Rodriguez, nombres «kevinistas» (en Alemania) como Mandy, Peggy o Kevin tienen una mala reputación inmerecida. Las estadísticas analizadas por sus exalumnos de la Universidad de Leipzig muestran, según esta experta en onomástica, que ya hay numerosos graduados de universidades y escuelas universitarias que tienen esos nombres. Entre los académicos alemanes graduados de la Universidad de Leipzig con el nombre Kevin, había doctores en química, teología y germanística.
La palabra Alpha-Kevin (combinación de «macho Alfa» y el nombre Kevin en alemán) para describir a una persona joven particularmente poco inteligente estuvo, por un tiempo, en la parte superior de la lista de una encuesta en línea en 2015 para la palabra del año y, particularmente, la palabra juvenil del año. Sin embargo, fue retirada de la lista de sugerencias por resultar discriminatoria para las personas que se llaman Kevin. El fenómeno en Alemania, especialmente durante periodos limitados de tiempo, de que en algunos momentos nombres particularmente populares y asociados con prejuicios negativos lleguen hasta el punto de ser utilizados de forma despectiva no es nuevo desde una perspectiva lingüística. En el pasado también ocurrió con nombres tales como Horst, Detlef, Uschi (forma corta de Ursula) y Heini (forma corta de Heinrich).
La onomatóloga y lingüista Damaris Nübling habló en una convención en septiembre de 2015 sobre el tema de «nombres como marcadores sociales», relatando cómo se ha desplegado en Alemania una «campaña de difamación» contra nombres personales como Kevin y Chantal, y criticó la retórica sobre esos nombres diciendo que es «una polémica muy barata».